# Heath Ledger
Heath Andrew Ledger (Perth, 4 de abril de 1979 — Nova Iorque, 22 de janeiro de 2008) foi um ator australiano. Venceu o Oscar de Melhor Ator Secundário pela sua atuação como Coringa em O Cavaleiro Das Trevas, de Christopher Nolan.
Atuou inicialmente em filmes e na televisão australiana, no início da década de 1990. Em 1998 mudou-se para os Estados Unidos, onde prosseguiu com a carreira. O primeiro filme do qual participou no país foi 10 Things I Hate About You, lançado em 1999. Nos anos seguintes atuou em dezenove filmes, incluindo The Patriot (2000), Monster's Ball (2001), A Knight's Tale (2001), Brokeback Mountain (2005) e The Dark Knight (2008), dirigiu videoclipes de artistas como Modest Mouse e Ben Harper e planejava seguir a carreira de diretor de cinema.
Sua interpretação de Ennis Del Mar em Brokeback Mountain foi bem elogiada pela crítica e rendeu-lhe premiações como as de melhor ator no New York Film Critics Circle Awards de 2005 e no Australian Film Institute Awards de 2006, além de indicações ao Oscar, Globo de Ouro, SAG Awards e o BAFTA.
No dia 22 de janeiro de 2008, seu corpo foi encontrado em seu apartamento, sendo a causa de sua morte prematura divulgada apenas cerca de duas semanas depois, quando o serviço de medicina legal de Nova Iorque concluiu que havia ocorrido uma "intoxicação acidental por remédios prescritos". Ledger morreu aos 28 anos de idade, poucos meses depois de haver terminado de filmar The Dark Knight e enquanto participava das gravações de The Imaginarium of Doctor Parnassus. The Dark Knight foi o último projeto que concluiu, tendo sido lançado após a sua morte, mas, como apenas metade das cenas de seu personagem em Doctor Parnassus haviam sido filmadas, o roteiro deste foi modificado para que o ator fosse substituído parcialmente.
Ledger foi reconhecido por sua interpretação no filme The Dark Knight pelo papel de Coringa / Joker em diversas premiações póstumas, como o Globo de Ouro e o Oscar, na categoria de melhor ator secundário.

## Biografia

### Primeiros anos e vida familiar
O ator nasceu em Perth, Austrália Ocidental, filho de Sally Ledger, uma professora francesa que descende do clã Campbell da Escócia, e Kim Ledger, um piloto de corridas e engenheiro de mineração cuja família fundou e possui a Casa de Fundição Ledger. A Fundação de Caridade Sir Frank Ledger foi nomeada em homenagem ao seu bisavô. Ele tinha três irmãs, Katherine, Olivia e Ashleigh Bell. Sally Ledger batizou seu filho de Heathcliff, uma homenagem ao personagem principal no trágico romance "O Morro dos ventos uivantes" (Wuthering Heights), de Emily Brontë (também foi de seu livro favorito que Sally tirou o nome da irmã mais velha de Heath, Katherine, inspirado na personagem Catherine). Ela também é conhecida como "Kate" Ledger. Ledger adotou o diminutivo "Heath" como nome artístico.
Ledger estudou na Escola Primária Mary Mount, em Gooseberry Hill, e posteriormente na Guildford Grammar School, onde teria sua primeira experiência como ator, aos dez anos, ao participar de uma montagem da peça Peter Pan. Foi ao ver sua irmã mais velha, Katherine, no palco, fazendo parte de um grupo de teatro shakespereano, que se sentiu compelido a ingressar no teatro. Aluno de escola militar masculina, Ledger coreografou e dirigiu um grupo de colegas que nunca tinham dançado antes, sendo o primeiro grupo masculino a competir. O grupo venceu a competição representando sua escola. Mais tarde Ledger compara essa apresentação ao estilo Gene Kelly, que ele então declara ser seu ídolo do cinema.
Ainda aos dez anos, Ledger ganhou o campeonato júnior de xadrez da Austrália Ocidental. Quando adulto, continuou um ávido jogador de xadrez, costumeiramente participando de partidas com outros entusiastas no Washington Square Park. Em 2008, anunciou que planejava iniciar as filmagens de uma adaptação do livro The Queen's Gambit, um thriller escrito por Walter Tevis cujo título faz referência ao Gambito da Rainha, uma abertura do xadrez. Produzido ao lado de Allan Scott, responsável pelo roteiro do projeto, teria sido a estreia de Ledger como diretor de cinema.
Em março de 2017 foi lançado o trailer de I am Heath Ledger, documentário sobre a vida do ator durante seus 28 anos de vida. Sua estreia aconteceu um mês depois no Tribeca Film Festival na cidade de Nova York.

### Vida profissional

#### Década de 1990
Aos 16 anos de idade, Ledger fez exames de graduação rápida no ensino médio e partiu para Sydney com o melhor amigo, Trevor DiCarlo, para tentar consolidar-se como ator. Voltou para Perth para atuar como um ciclista homossexual na série de televisão Sweat, de 1996.
Em 1996, antes de fazer a sua estreia no cinema australiano em Blackrock, envolveu-se em Roar, uma série de duração curta da Fox Broadcasting Company. Em 1999, o australiano estrelou no drama adolescente 10 Things I Hate About You, e começou a ganhar visibilidade nos Estados Unidos da América. Também naquele ano estrelou no aclamado filme australiano Two Hands.

#### Década de 2000

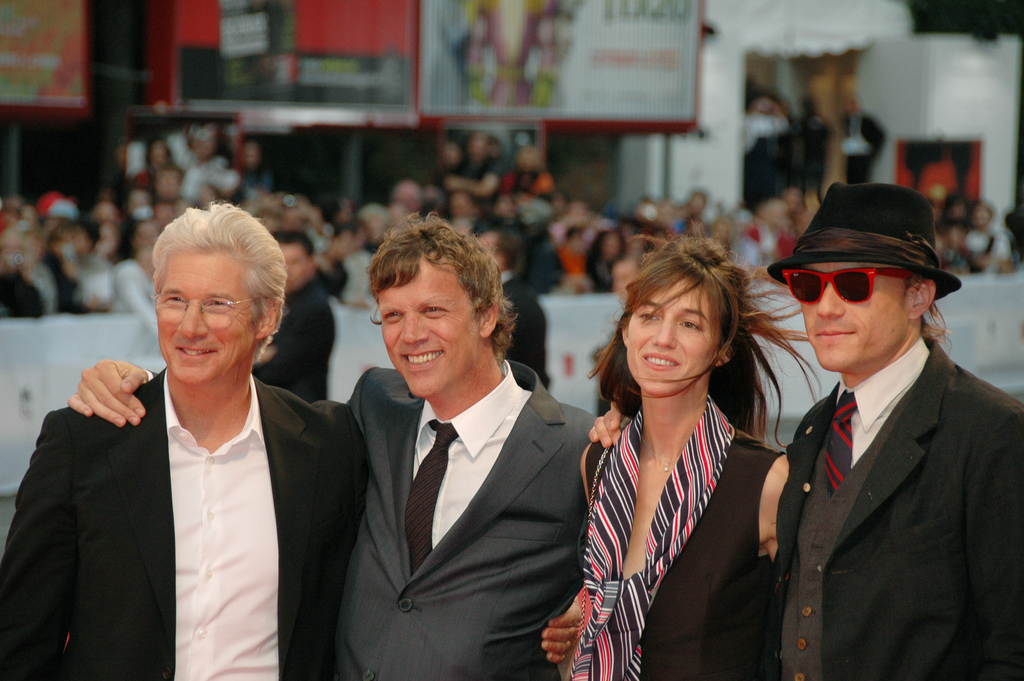
Ledger (extrema direita) ao lado de Richard Gere, Todd Haynes e Charlotte Gainsbourg durante o Festival de Veneza, em 2007.

De 2000 até 2005, Ledger estrelou, ao lado do ator Mel Gibson, The Patriot, e outros filmes Monster's Ball, A Knight's Tale, The Four Feathers, Ned Kelly, The Order e The Brothers Grimm. Em 2001, ganhou o prémio ShoWest de "Futura Estrela Masculina" com base nas suas performances em The Patriot e A Knight's Tale.
Em 2005, recebeu o prémio de melhor ator do Círculo de Críticos de Cinema das cidades de Nova Iorque e de São Francisco pelo seu aclamado desempenho no filme Brokeback Mountain, de Ang Lee. Neste, havia interpretado um cowboy chamado Ennis Del Mar que se apaixona por Jack Twist, interpretado por Jake Gyllenhaal. Por esta performance, recebeu também indicações para os prémios de melhor ator nos BAFTA, Globos de Ouro, SAG e Oscar.
Também em 2005, interpretou uma versão fictícia de Giacomo Casanova em Casanova. O filme, uma comédia romântica co-estrelada por Sienna Miller e Jeremy Irons, recebeu duras críticas e pouca bilheteria, sendo o primeiro filme de Ledger a não obter êxito comercial ou crítico.
Em 2006, o ator foi convidado a tornar-se membro da Academia de Artes e Ciências Cinematográficas e, em 2007, foi um dos seis atores a interpretar Bob Dylan em I'm Not There.
Ledger interpretou o Coringa / Joker, maior vilão das histórias em quadrinhos / banda desenhada de Batman, em The Dark Knight, de 2008, do qual recebeu, no dia 23 de fevereiro de 2009, o prêmio póstumo Oscar na categoria de melhor ator coadjuvante um ano após a sua morte. O filme teve estreia em 18 de Julho de 2008, e, por já estar em etapa de pós-produção após a morte do ator, não sofreu alterações. Sua campanha de marketing viral, no entanto, por ser até então centrada na interpretação de Ledger, passou a retratar outros elementos do filme.
O ator australiano estava a gravar, na época de sua morte, o filme The Imaginarium of Doctor Parnassus, com o diretor Terry Gilliam. Os produtores decidiram que os atores Johnny Depp, Jude Law e Colin Farrell continuariam o papel do ator no filme. Pelo roteiro, em suas viagens, o Dr. Parnassus passa por um espelho mágico para ingressar num "mundo imaginário" - e a mudança de atores se dá sempre nesses momentos. Os atores também doaram seus salários para a filha de Ledger, pois queriam se assegurar de que Matilda, que tinha apenas dois anos, tivesse uma segurança econômica.

#### Direção
Ledger tinha fortes aspirações a se tornar diretor de cinema. Explorou esse seu lado em alguns videoclipes e numa curta-metragem. Em 2006, dirigiu três videoclipes: Morning Yearning, de Ben Harper, Cause an Effect e Seduction Is Evil (She's Hot), de N'fa, rapper australiano. Em 2007, revelou numa conferência de imprensa no Festival de Veneza que gostaria de dirigir um filme sobre Nick Drake, cantor e compositor britânico morto prematuramente aos 26 anos. Este foi o tema de Black Eyed Dog, a sua primeira e única curta-metragem.
O futuro diretor estava a trabalhar numa adaptação cinematográfica de The Queen's Gambit, de Walter Tevis, com o produtor e argumentista escocês Allan Scott. Este seria o seu primeiro longa-metragem como diretor.

### Vida pessoal
De agosto de 2002 até abril de 2004 Ledger namorou a atriz Naomi Watts, que conheceu durante as filmagens de Ned Kelly. Havia, antes, namorado as atrizes Lisa Zane e Heather Graham. Durante as filmagens de Brokeback Mountain, Ledger se envolveu com a atriz Michelle Williams, com quem teve uma filha, Matilda Rose, cujo nascimento ocorreu em 28 de outubro de 2005 na cidade de Nova Iorque. O padrinho da criança é Jake Gyllenhaal, e a madrinha é Busy Philipps, que atuara com Williams no seriado adolescente Dawson's Creek. Em setembro de 2007 o pai de Williams declarou ao jornal australiano The Daily Telegraph que o relacionamento dos dois havia acabado.
Entre o final de 2007 e seu falecimento em 2008, certos jornais, em diferentes oportunidades, chegaram a declarar que Ledger estaria envolvido romanticamente com as supermodelos Helena Christensen e Gemma Ward e com a atriz Mary-Kate Olsen.

#### Relacionamento com a imprensa

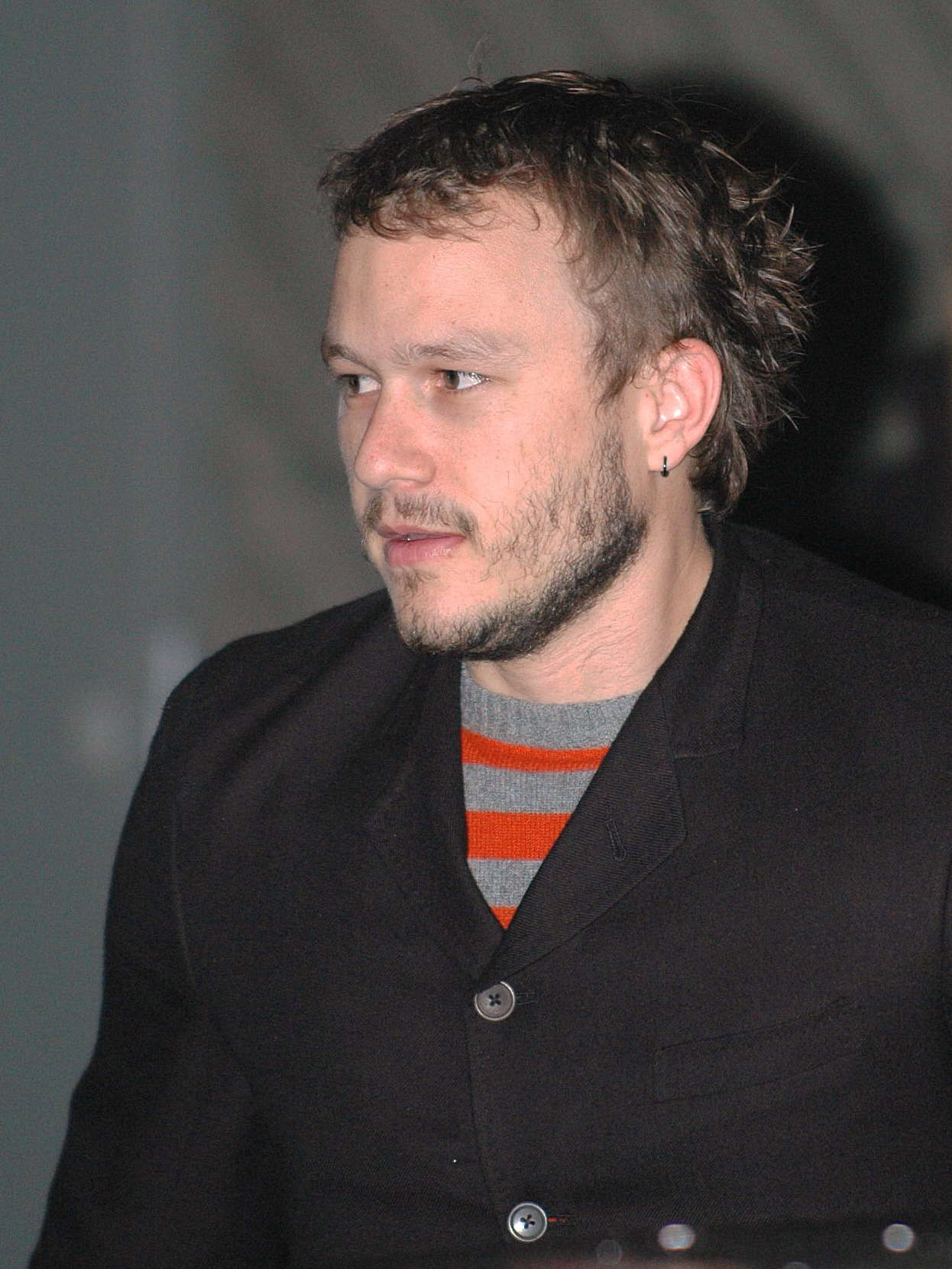
Heath na estreia do filme Candy, no Festival Internacional de Cinema de Berlim de 2006

Ledger constantemente se chocava com a imprensa australiana, o que o levou a se mudar para a cidade de Nova Iorque.
Em 2004, Ledger negou veementemente que teria cuspido em jornalistas presentes durante as filmagens do filme Candy em Sydney, ou que algum de seus parentes teria tido comportamento semelhante na frente de sua casa na cidade. Em 13 de janeiro de 2006, durante a estreia do filme Brokeback Mountain em Sydney, um grupo de paparazzi teria retaliado esse suposto ataque, molhando Ledger e Michele Williams, então sua esposa, com esguichos de pistolas-de-água.
Durante a décima segunda edição do Screen Actors Guild Awards, Ledger e Jake Gyllenhaal anunciaram o filme no qual contracenaram, Brokeback Mountain, como um dos indicados ao prémio de Melhor Performance de um Elenco. Durante o anúncio, Ledger pôs uma mão na cintura enquanto falava e tentava conter o riso; o que alguns consideraram como se estivesse imitando ou satirizando o coreógrafo gay de The Producers. O jornal Los Angeles Times referiu-se à sua apresentação como uma "aparente chacota aos gays". Ledger contatou o jornal, e explicou que sua postura de mão na cintura vem desde a infância, como uma demonstração de nervosismo ao falar em público e pela falta de tempo para ensaio, uma vez que lhe fora informado que seria o apresentador da categoria apenas minutos antes de subir ao palco. Na ocasião, pediu desculpa por seu nervosismo e disse que "ficaria absolutamente horrorizado se seu medo de palco fosse interpretado erroneamente como uma falta de respeito pelo filme, pelo assunto e pela excelente equipe de cineastas".

### Morte

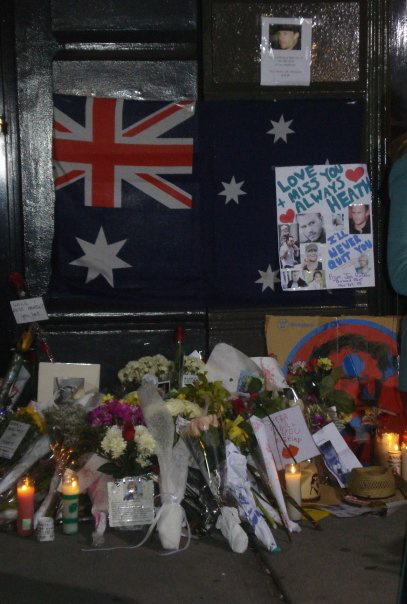
Memorial feito para Ledger, em frente à sua casa

Segundo a empregada Teresa Solomon, ela entrou no apartamento do ator, situado no bairro de SoHo em Nova Iorque, aproximadamente às 12h30min do dia 22 de janeiro de 2008, com sua própria chave, para seu trabalho habitual. Por volta das 13h00min, foi trocar uma lâmpada no quarto de Ledger e percebeu que ele ainda estava deitado; como o ouviu roncar, imaginou que não havia nada errado e deixou o quarto.
Às 14h45min, a massagista Diana Wolozin apareceu para sua sessão agendada com o ator. Como Diana e a empregada não obtiveram resposta ao bater na porta do quarto de Ledger, a massagista resolveu entrar e tentar acordar Ledger, que segundo depoimento dado a polícia, já estava frio a esta altura.
Diana acreditava que Ledger estava apenas inconsciente, então usou o celular do ator para ligar para uma amiga de Ledger, cujo número estava na lista de contatos, a atriz Mary-Kate Olsen, a quem pediu orientação sobre o que fazer. Olsen, que também vive em Manhattan, mas se encontrava na Califórnia, respondeu que enviaria seus seguranças privados para ajudar na situação. Na sequência, a massagista ligou para o resgate. A atendente da emergência ainda orientou Wolozin nas técnicas de reanimação. Os paramédicos chegaram minutos depois, sete após os seguranças de Olsen, e tentaram reanimá-lo, mas sem sucesso. Ele foi declarado morto às 15h36min desse dia.
A polícia trabalhou principalmente com duas hipóteses para a causa da morte prematura do ator: overdose acidental. Após duas semanas de investigação, o serviço de medicina legal de Nova Iorque concluiu que a causa da morte havia sido por intoxicação acidental de remédios prescritos (oxicodona, hidrocodona, diazepam, temazepam, alprazolam e doxilamina) com efeito calmante e sonífero.
O funeral de Ledger aconteceu em sua cidade natal, Perth, no dia 9 de fevereiro de 2008. Após o funeral, que durou cerca de 90 minutos, foi realizada sua cremação, assistida apenas por dez familiares do ator. Suas cinzas foram dispersas na praia. Depois disso, seus parentes e amigos mergulharam no mar para realizar uma homenagem ao ator.

## Filmografia

### Cinema
| Ano  | Título                              | Papel                                                          |
| ---- | ----------------------------------- | -------------------------------------------------------------- |
| 1997 | Assassinato em Blackrock            | Toby                                                           |
| 1997 | PC - Digitando Confusões            | Oberon                                                         |
| 1999 | Duas Mãos                           | Jimmy                                                          |
| 1999 | 10 Coisas Que Eu Odeio Em Você      | Patrick Verona                                                 |
| 2000 | O Patriota                          | Gabriel Martin                                                 |
| 2001 | Coração de Cavaleiro                | Sir William Thatcher Sir Ulrich von Lichtenstein of Gelderland |
| 2001 | A Última Ceia                       | Sonny Grotowski                                                |
| 2002 | The Four Feathers                   | Harry Faversham                                                |
| 2003 | Ned Kelly                           | Ned Kelly                                                      |
| 2003 | O Devorador de Pecados              | Alex Bernier                                                   |
| 2005 | Os Reis de Dogtown                  | Skip Engblom                                                   |
| 2005 | Os Irmãos Grimm                     | Jacob Grimm                                                    |
| 2005 | O Segredo de Brokeback Mountain     | Ennis del Mar                                                  |
| 2005 | Casanova                            | Giacomo Casanova                                               |
| 2006 | Candy                               | Dan                                                            |
| 2007 | Não Estou Lá                        | Robbie Clark                                                   |
| 2008 | Batman: O Cavaleiro das Trevas      | Coringa                                                        |
| 2009 | O Mundo Imaginário do Dr. Parnassus | Tony                                                           |

### Televisão
| Ano       | Título          | Personagem   | Notas          |
| --------- | --------------- | ------------ | -------------- |
| 1992      | Clowning Around | Palhaço      | não-creditado  |
| 1993-1994 | Ship to Shore   | Ciclista     | 3 episódios    |
| 1996      | Sweat           | Snowy Bowles | Série regular  |
| 1997      | Roar            | Conor        | Série regular  |
| 1997      | Home and Away   | Scott Irwin  | Ator convidado |

## Prêmios e indicações
As duas primeiras indicações recebidas por Heath Ledger ocorreram em 1999, na categoria de melhor ator do Australian Film Institute Awards e nos prêmios entregues pela Film Critics Circle of Australia, por sua participação no filme australiano Two Hands. Em 2003, voltou a ser nomeado na mesma categoria das duas premiações, desta vez por sua atuação no filme biográfico Ned Kelly. Ele não chegou a receber o prêmio em nenhuma das quatro indicações, mas após sua participação no filme Brokeback Mountain, voltou a ser indicado ao Australian Film Institute Awards, como melhor ator internacional, além de ser nomeado pela primeira vez em premiações que não eram australianas, incluindo melhor ator coadjuvante no Academy Awards (Óscar). Também recebeu a indicação de melhor ator nos British Academy Film Awards (BAFTA), Broadcast Film Critics Association Awards, Independent Spirit Awards, New York Film Critics Circle Awards, Satellite Awards, Prémios Screen Actors Guild e Globo de Ouro - o último na categoria para filmes de drama. Dessas indicações, o ator foi considerado vencedor nos Australian Film Institute Awards e nos New York Film Critics Circle Awards. Em 2006, ele voltou a receber uma nomeação nos Film Critics Circle of Austrália, por sua atuação em Candy, outro filme australiano.
Suas indicações em premiações oficiais foram póstumas, recebidas após o lançamento do filme The Dark Knight, tendo vencido na categoria de melhor ator coadjuvante nas premiações do Oscar, Boston Society of Film Critics, British Academy Film Awards, Globo de Ouro, Satellite Awards, Saturn Awards e Screen Actors Guild Awards. Também foi considerado novamente o melhor ator internacional pelo Australian Film Institute Awards, em adição aos prêmios de melhor ator de fantasia e melhor vilão nos Scream Awards.